# Kaneda Sekiryō
Kaneda Sekiryō  (Nhật: 金田 積良 (Kim Điền Tích Lương) Hepburn: Kaneda Sekiryō, 1883–1949), còn được gọi là Yamauchi Sekiryō  (山内 積良 (Sơn Nội Tích Lương) Yamauchi Sekiryō), là chủ tịch thứ hai của công ty hiện là Nintendo Co., Ltd., từ năm 1929 đến năm 1949. Ông kết hôn với con gái của Yamauchi Fusajiro, Tei Yamauchi, và lấy họ Yamauchi. Kaneda qua đời vào năm 1949, giao lại quyền điều hành Nintendo cho cháu trai của ông, Yamauchi Hiroshi.

## Nghề nghiệp
Kaneda kết hôn với con gái của Yamauchi Fusajiro, Tei, và dựa trên các quy tắc nhận con nuôi của người trưởng thành ở Nhật Bản, ông lấy họ Yamauchi vào cùng ngày nhằm tiếp quản Nintendo. Yamauchi Fusajiro nghỉ hưu vào năm 1929, Kaneda trở thành chủ tịch thứ hai của Nintendo.
Khi Kaneda tiếp quản Nintendo, ông phụ trách công ty sản xuất thẻ bài lớn nhất Nhật Bản. Năm 1933, ông thành lập một công ty liên doanh và đổi tên thành Yamauchi Nintendo and Co. Năm 1947, ông thành lập công ty phân phối Marufuku Company Limited, chuyên cung cấp các loại bài chơi theo kiểu phương Tây. Trong nhiệm kỳ, Kaneda đã nỗ lực để làm cho công ty hoạt động hiệu quả hơn — giới thiệu một dây chuyền lắp ráp, tạo ra một hệ thống quản lý cạnh tranh về hiệu suất và thúc đẩy kinh doanh với nhau.
Ông bị đột quỵ năm 1948 và nghỉ hưu năm 1949. Lúc hấp hối, ông nhanh chóng bảo đứa cháu 21 tuổi của mình, Yamauchi Hiroshi, hãy bỏ học đại học và kế thừa công việc kinh doanh của gia đình. Cha của Yamauchi Hiroshi, Inaba Shikanojo, đã mất quyền thừa kế, vì ông đã từ bỏ gia đình mình khi Yamauchi mới 5 tuổi.

## Qua đời
Kaneda qua đời vì những biến chứng sức khỏe ngay sau khi nghỉ hưu.